# يانغتشو
يانغتشو مدينة تقع في وسط مقاطعة جيانغسو الصينية، على الضفة الشمالية من نهر يانغتسي. وقد كانت تاريخيا إحدى أكثر مدن الصين ثراء، وعرفت في مراحل مختلفة بعائلات التجار القاطنة بها، وشعراءها، ورساميها، وعلماءها.

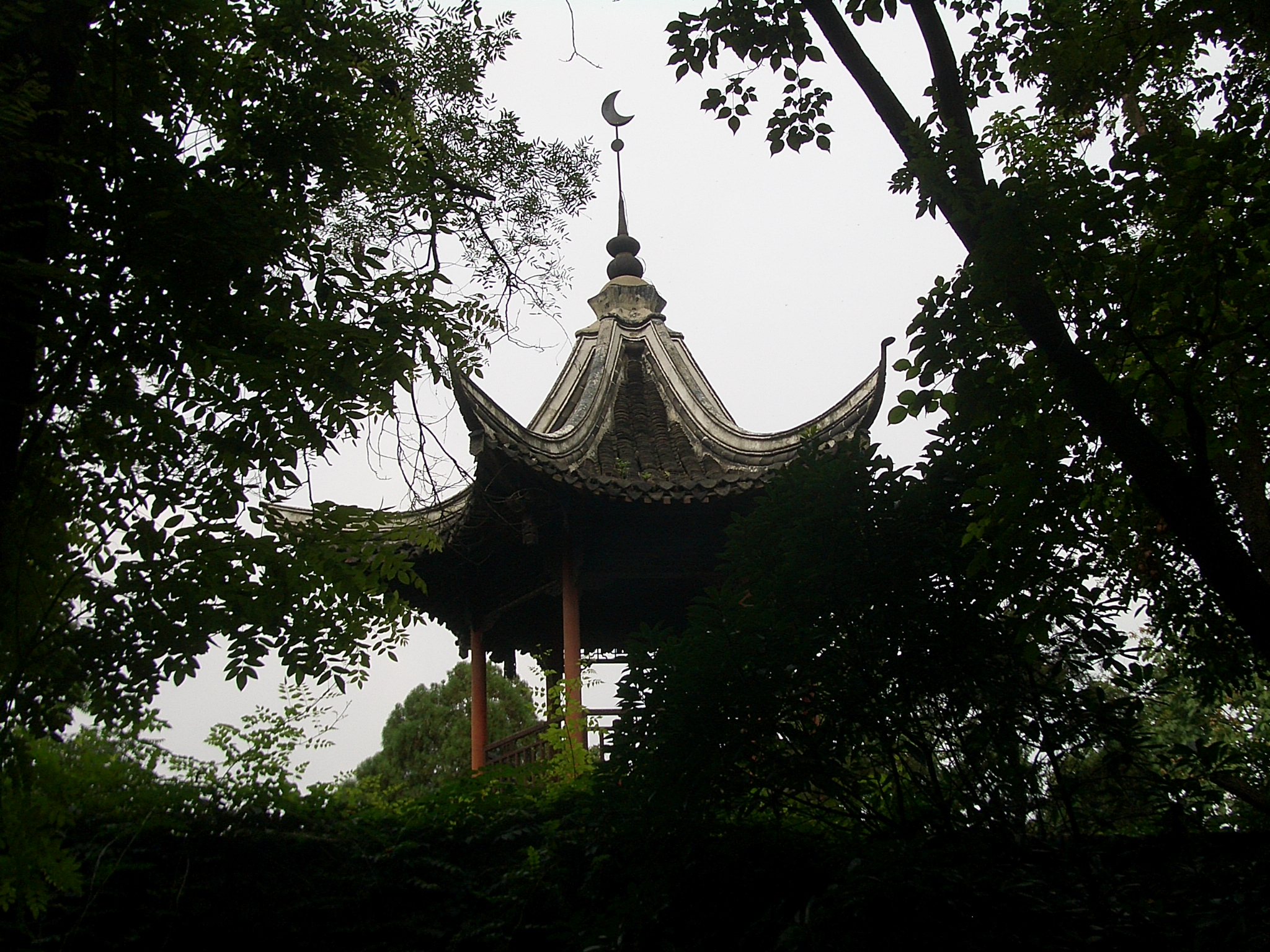
برج «رؤية الهلال» بالمسجد المجاور لقبر بهاء الدين (يانغتشو).

## توأمة
ليانغتشو اتفاقيات توأمة مع كل من:
- نارا
- بوريريوا [الإنجليزية]‏ منذ (2000 - )[14]
- هرتسليا (1999 - )[14]
- جيجو (2000 - )[14]
- ريميني
- مدينة ملقا (2008 - )[14]
- بالاشيكا (2006 - )
- أوفنباخ أم ماين (1997 - )[15]
- أورليان (15 نوفمبر 2015 - )[16]
- فلوره (9 سبتمبر 2015 - )[14]
- البندقية (2013 - )[14]
- فاوجان (1995 - )[14]
- تنجا (18 يناير 2018 - )[14]
- جيتومير (2009 - )[14]
- ريتشموند (2007 - )[14]
- Lenakel [الإنجليزية]‏ منذ (2014 - )[14]
- رازغراد (2001 - )[14]
- Oyo, Republic of the Congo [الإنجليزية]‏ (29 يوليو 2015 - )[14]
- أوريخوفو-زويفو (2002 - )[14]
- نويبراندنبورغ (1996 - )[14]
- مرسية (2013 - )[14]
- يوسو (1997 - )[14]
- كريستيانساند (2009 - )[14]
- كيلكيني (2005 - )[14]
- هونولولو (1999 - )[14]
- جونسان (2014 - )[14]
- دمياط (2008 - )[14]
- دايغو (2002 - )[14]
- كولشيستر (2007 - )[14]
- كانبرا (1997 - )[14]

## أعلام
- شي تاو
- شو ميان
- جاي زاينج
- تان سي